# Nemata Majeks-Walker
Nemata Majeks-Walker, née en 1946 ou 1947, est une militante des droits des femmes de Sierra Leone.

## Biographie
Nemata Majeks-Walker est née dans une famille musulmane à Freetown, la capitale de la Sierra Leone. Elle est fille unique. Sa mère décède alors qu'elle n'a que cinq ans. Elle a est élevée par son arrière grand-mère et d'autres membres de sa famille.
Nemata Majeks-Walker entre à l'école méthodiste de filles, puis à l'école secondaire de filles de Magburaka à Mathora, avant d'intégrer l'école Annie Walsh Memorial à Freetown. Bénéficiaire d'une bourse d'études du gouvernement, elle obtient un baccalauréat en langue et littérature anglaises du Fourah Bay College (FBC) en 1972. Elle reçoit une formation d'enseignante et un diplôme d'études supérieures dans l'enseignement en 1973. Elle est également titulaire d'une maîtrise en langue anglaise de l'Université de l'Illinois à Urbana-Champaign en 1975.

## Carrière académique
Nemata Majeks-Walker retourne à Freetown, où elle enseigne au Fourah Bay College et à l'Annie Walsh Memorial School (AWMS), où elle devient co-cheffe du département d'anglais en 1981, avant de travailler comme responsable du développement du curriculum pour l'anglais à l'Institute of Education à Freetown.
En 1983, elle reçoit une bourse du Commonwealth pour poursuivre un doctorat en éducation à distance à l'Université de Surrey, à Guildford, en Angleterre. Elle obtient son doctorat en 1986 et travaille comme agente d'éducation à Londres jusqu'au début des années 1990.
Depuis 1999, Nemata Majeks-Walker travaille comme consultante, animatrice et formatrice avec une expérience professionnelle orientée vers le genre, le leadership, le plaidoyer et la politique.

## Activisme
En 2001, Nemata Majeks-Walker fonde le Groupe 50/50 de la Sierra Leone, axé sur l'égalité femmes-hommes,,. En juillet 2013, elle intervient comme conférencière au Forum mondial sur la justice IV à La Haye, aux Pays-Bas. En 2015, elle a été nommée par la BBC comme l'une des 100 femmes de l'année.
En janvier 2017, Nemata Majeks-Walker est nommée présidente du conseil d'administration du complexe hospitalier universitaire par les députés du Comité des nominations et de la fonction publique de la Sierra Leone,.